# Okręg Ilfov
Ilfov – okręg w południowej Rumunii (Wołoszczyzna), otaczający stolicę kraju – Bukareszt. Stolicą okręgu jest Bukareszt, ale od 2019 trwają rozmowy na temat przeniesienia jej do miasta Buftea.

## Struktura narodowościowa
Według spisu ludności z roku 2011 okręg Ilfov zamieszkiwały następujące narodowości:
- Rumuni - 87,9%
- Romowie - 4,02%
- Chińczycy - 0,175%
- Turcy - 0,138%
- Węgrzy - 0,062%
- Grecy - 0,031%
- Żydzi - 0,029%
- Niemcy - 0,029%
- Włosi - 0,025%
- Rosjanie - 0,024%

## Miasta
- Bragadiru
- Buftea
- Chitila
- Măgurele
- Otopeni
- Pantelimon
- Popești-Leordeni
- Voluntari

## Gminy
- 1 Decembrie
- Afumați
- Balotești
- Berceni
- Brănești
- Cernica
- Chiajna
- Ciolpani
- Ciorogârla
- Clinceni
- Copăceni
- Corbeanca
- Cornetu
- Dărăști-Ilfov
- Dascălu
- Dobroești
- Domnești
- Dragomirești-Vale
- Găneasa
- Glina
- Grădiștea
- Gruiu
- Jilava
- Moara Vlăsiei
- Mogoșoaia
- Nuci
- Periș
- Petrăchioaia
- Snagov
- Ștefăneștii de Jos
- Tunari
- Vidra